# Spartakovi skauti práce
Spartakovi skauti práce byla levicově zaměřená organizace mládeže založená v Československu v roce 1924. Zanikla před druhou světovou válkou.

## Historie
Československá sociální demokracie si již na přelomu 19. a 20. století vytvořila řadu formálně nezávislých satelitních volnočasových institucí, mezi kterými vynikala Dělnická tělovýchovná jednota (DTJ) a její blízké organizace. Například Sdružení socialistických skautů, z něhož se po rozkolu strany vytvořily organizace Skautů práce a Spartakových skautů volně napojených na KSČ.

### Skauti práce
Roku 1920 vznikla při sociální demokracii organizace Skauti práce, vedená Františkem Píškem. Tito skauti se zapojili do I. dělnické spartakiády roku 1920 v Praze na Maninách jako záchranná služba první pomoci.

### Spartakovi skauti
Když v roce 1921 došlo k založení Komunistické strany Československa, tito proletářští skauti se přimkli k ní a založili organizaci Spartakovi skauti při Federaci dělnických tělocvičných jednot. Nová organizace byla schválena I. sněmem Federace dělnických tělocvičných jednot. I oni vyznávali jak skautské, tak komunistické zásady. Ve svém programovém prohlášení z roku 1921 uvádí mj. „Skauti Spartakovci musí být ukazateli mravních ideálů komunistických…“. Spartakovi skauti se zapojili v roce 1922 pořadatelsky do Zemské spartakiády konané v Brně. Koncem roku udala Federace DTJ ve svých výkazech, že v ní působí téměř sto skautských oddílů s 1450 členy. V čele těchto skautů byli mimo jiné dr. V. Soukup, A. Sáňka z Brna a hlavně Karel Knotek. Skauti nosili oranžový šátek.     
Mimo těchto komunistických skautů v nové republice působil počtem nejsilnější Svaz Junáků-skautů (30 000 členů), vznikaly skautské odbory ve Svazu DTJ a v Orlu. Existovalo také Sdružení socialistických skautů a skautek. Sdružení vedli Jaroslav Štych s Luisou Štychovou a Vrbenský.

### Spartakovi skauti práce
O tři roky později došlo k propojení obou komunisticky zaměřených organizací a dali vzniknout organizaci nazvané Spartakovi skauti práce (SSP).
Ve svém znaku měla srp a kladivo a prezentovala se heslem K boji proletariátu buď připraven!. Měla vytvořený svůj skautský slib a zákon o pěti bodech, organizační zásady. Své oddíly vedla k pořádání protestních akcí po boku členů Komunistické strany Československa, ale také k táboření, turistice, pořádání kulturních programů, osvojování tábornických dovedností.
První velkou celofederální akcí SSP byl sraz SSP ve dnech 7. až 9. června 1924 v Třebíči. Bylo zde se 800 skautů a skautek, ze zahraničí přijeli skauti ze Slovenska, Maďarska a Německa. Sraz mj. rozhodl změnit barvu šátku na rudou. 
Hnutí se rozvinulo jak v českých zemích, tak na Slovensku. V polovině roku 1924 bylo registrováno 130 oddílů SSP s 4000 členy. V roce 1928 bylo Spartakových skautů práce zhruba 8 tisíc, po roce 1930 však došlo z různých důvodů (i odklon k trampingu) k odlivu členské základny. Spartakovi skauti práce převzali od předchozích Skautů práce časopis Oheň. V roce 1925 pořádaný stanový tábor pod Týřovem spojili s uspořádáním své federální skautské školy. 
I nadále byli organizováni pod Federací DTJ. Komunisté v té době chtěli všechny organizace, v nichž měli rozhodující slovo, spojit do Federace proletářské tělovýchovy. Její ustavující sjezd byl v lednu 1926 v Praze VII. Měsíčník Oheň byl zrušen. 
V období 1. republiky fungovalo v Československu 21 skautských organizací, sdružujících přes 130 000 členů. Byly roztříštěné nejen politicky, ale i pojetím skautingu Baden-Powela oproti E. T. Setona. Mimo největšího českého Junáka byl druhým největším německý Bund der deutschen Jugend - Reichsverbandsleitung s 25 000 členy.

## Zánik
V roce 1938, po Mnichovu byly tato i další levicově zaměřené organizace zapojené do Federace proletářské tělovýchovy úředně rozpuštěny. Stalo se tak vládním rozhodnutím 17. listopadu 1938.